# Space Hulk (Computerspiel, 2013)
Space Hulk ist ein rundenbasiertes Strategiespiel des dänischen Entwicklerstudios Full Control. Es basiert auf dem gleichnamigen Brettspiel von 1989, das wiederum ein Produkt aus dem fiktiven Tabletop-Universum Warhammer 40.000 ist. Es erschien zunächst für Windows und macOS, wurden im Laufe der Zeit aber auch für iOS, Linux, PlayStation 3, PlayStation Vita, Wii U, Android und zuletzt PlayStation 4 portiert.

## Beschreibung
Das Spiel basiert auf der gleichen Vorlage wie das gleichnamige Spiel von Electronic Arts, steht aber ansonsten in keiner direkte Verbindung zu dem Titel oder dessen Nachfolger. Umgesetzt wurden zunächst 15 Missionen der ersten Brettspieledition (Kampagne Sin of Damnation) und des ersten Erweiterungspaketes Deathwing. Der Spieler lenkt eine Gruppe Space Marines vom Orden der Blood Ravens durch die engen, finsteren Gänge eines verlassen durch den Weltraum treibenden Schrotthaufens (Space Hulk) namens Sin of Damnation. Sie bewegen sich rundenweise vorwärts und bekämpfen feindliche Symbionten (engl.: Genestealer) der Tyraniden, während die Missionsziele variieren können. Bei den Kämpfen werden dabei Würfelwürfe im Hintergrund simuliert. Anders als im Brettspiel bedeutet ein Treffer automatisch den Tod der getroffenen Figur. Daher hat der Zufall des Würfelwurfs einen großen Einfluss auf den Spielverlauf. Zwischen den Missionen besteht – ähnlich wie beim Brettspiel – keine Kontinuität. So findet keine Charakterentwicklung der Spielfiguren statt und in vorherigen Missionen getötete Space Marines sind in Folgemissionen wieder verfügbar.
Der Mehrspielermodus bietet neben einem klassischen Online-Spiel auch einen Hot-Seat-Modus an. Im Mehrspielermodus übernimmt ein Spieler die Rolle der Tyranniden. Via Softwarepatch wurde später auch ein Koop-Modus hinzugefügt, in dem drei Spieler als Space Marines gegen einen vierten als Tyranid antreten können. Ein Editor zum Erstellen eigener Karten war zwar für die Veröffentlichung angekündigt, dann im Grundumfang aber nicht erhalten. Stattdessen wurde eine Nachlieferung als Patch versprochen, jedoch nie veröffentlicht.

## Entwicklung
Das Spiel wurde von Games Workshop im Dezember 2012 angekündigt. Lead Designer und Studiochef Thomas Hentschel Lund bezeichnete es in einem Interview mit der Spiele-Onlinemagazin Rock, Paper, Shotgun zunächst als Mischung aus Brettspiel und XCOM, die sich nicht originalgetreu am Brettspiel orientiere, sondern das Grundprinzip in ein digitales Spiel umwandeln werde. Dieser Aussage widersprach er bspw. in einem Interview mit der deutschen Spielezeitschrift Gamestar nach Veröffentlichung. Dort bezeichnete das Brettspiel Space Hulk als eines seiner Lieblingsspiele, das ihn dazu inspiriert habe, sich als Softwareentwickler auf rundenbasierte Strategiespiele zu spezialisieren. Da das Spiel zum Zeitpunkt der Entwicklung im gebrauchten Zustand nur zu sehr hohen Preisen erhältlich war, habe er es originalgetreu entsprechend der dritten Spieledition umsetzen wollen. Eine etwas stärkere Anpassung an Videospielkonventionen sei nach kurzer Überlegung zügig verworfen worden.
Patch 1.2 brachte eine Beschleunigung der Laufanimationen und die kostenlose Mini-Kampagne Messenger of Purgatory. Mit Update 1.3 wurden im November 2013 Übersetzungen in Deutsch, Französisch, Italienisch, Spanisch und Russisch ergänzt. Zeitgleich wurden zwei kostenpflichtige Download-Erweiterungen mit jeweils fünf Missionen veröffentlicht, Sword of Halcyon und Defilement of Honour. Im Mai 2014 wurde der Koop-Modus per Patch hinzugefügt und mit Harbinger of Torment eine weitere kostenpflichtige Download-Erweiterung veröffentlicht.

## Rezeption
Das Spiel erhielt gemischte Bewertungen.

„Als reine Brettspiel-Umsetzung solide, als Videospiel mit zu wenig Mehrwehrt gegenüber der Vorlage.“

„Was als Tabletop-Spiel gut funktioniert, muss nicht auch zwingend auf dem PC Spaß machen. Jedenfalls nicht, wenn man sich wie Full Control nahezu sklavisch an die Vorlage hält. Ich vermisse eine Story, ich vermisse einen gescheiten Kontext für meine Handlungen, ich vermisse Komfortfunktionen. Außerdem vermisse ich Abwechslung. Werktreue schön und gut, aber man kann's auch übertreiben.“

„Sobald der Karten-Editor erscheint und er zumindest halbwegs brauchbar ist, stehen da unten zwei Punkte mehr. Bis dahin komme ich nicht drüber weg, dass dies auf der einen Seite zwar eine großartige und extrem naturgetreue Umsetzung der Mechaniken des Brettspiels ist, aber eben eines der wichtigsten Features fehlt. […] Als Umsetzung von Space Hulk hat sich Space Hulk seine Namensgleichheit redlich verdient. […] Das macht es aber nicht zu einem Weltraum-Jagged-Alliance oder XCOM 2. Wer das erwartet, wird angesichts der doch übersichtlichen Möglichkeiten auf dem Spielfeld mit an Sicherheit grenzender Wahrscheinlichkeit enttäuscht sein.“

Das Spiel wurde mit einigen Programmfehlern veröffentlicht, da Full Control bis kurz vor der digitalen Veröffentlichung noch an Bugfixes arbeitete, dadurch aber auch neue Fehler einführte. Da das Projekt lediglich auf Eigenfinanzierung beruhte und das Veröffentlichungsfenster feststand, konnte die Veröffentlichung nicht länger hinausgezögert werden. Der Programmzustand wirkte sich nach Angaben von Lead Designer Thomas Lund nachteilig auf die Rezensionen und in Folge auf den Verkaufserfolg aus, was auch durch nachträgliche Pflege und kostenlose Erweiterungen nicht ausreichend kompensiert werden konnte.
Full Control nahm sich der Kritik an der starken Brettspiel-Orientierung an und änderte für den Folgetitel den Entwicklungsschwerpunkt. 2014 kam der Nachfolger Space Hulk: Ascension auf den Markt. 2015 stellt Full Control wegen finanzieller Schwierigkeiten die Entwicklung weiterer Spiele ein.